# Alister De Bellotte
Alister De Bellotte – grenadyjski trener piłkarski.

## Kariera trenerska
W 2004 prowadził narodową reprezentację Grenady. W 2011 pracował jako główny trener młodzieżowej reprezentacji Grenady. We wrześniu 2012 roku ponownie został mianowany na głównego trenera reprezentacji Grenady.